# Fragola

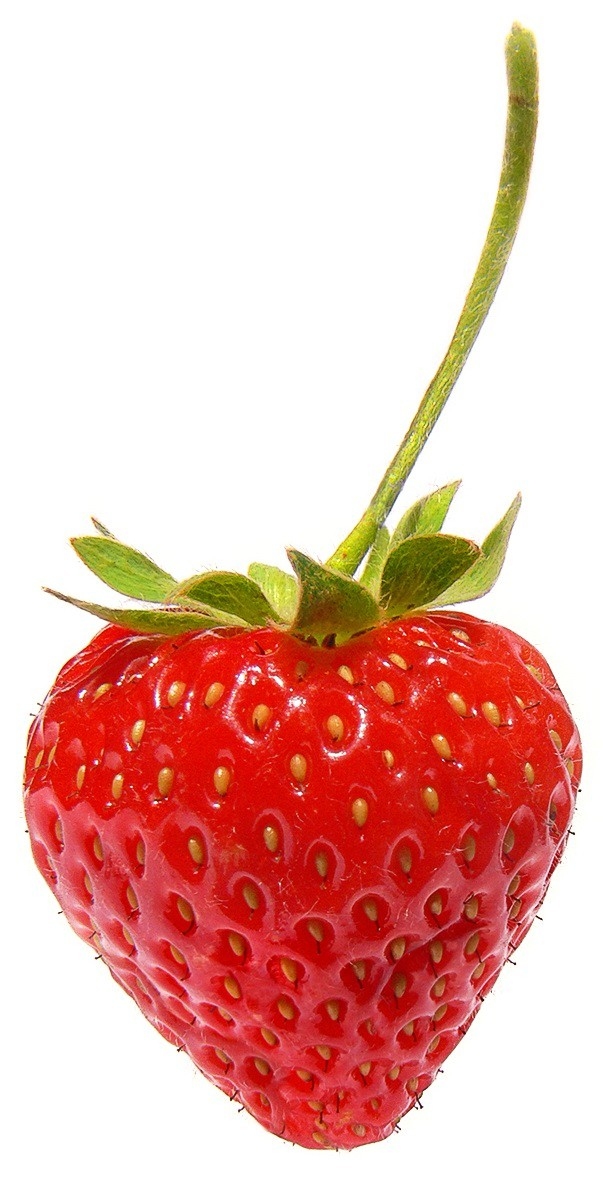
La parte edibile, comunemente denominata fragola, è un falso frutto

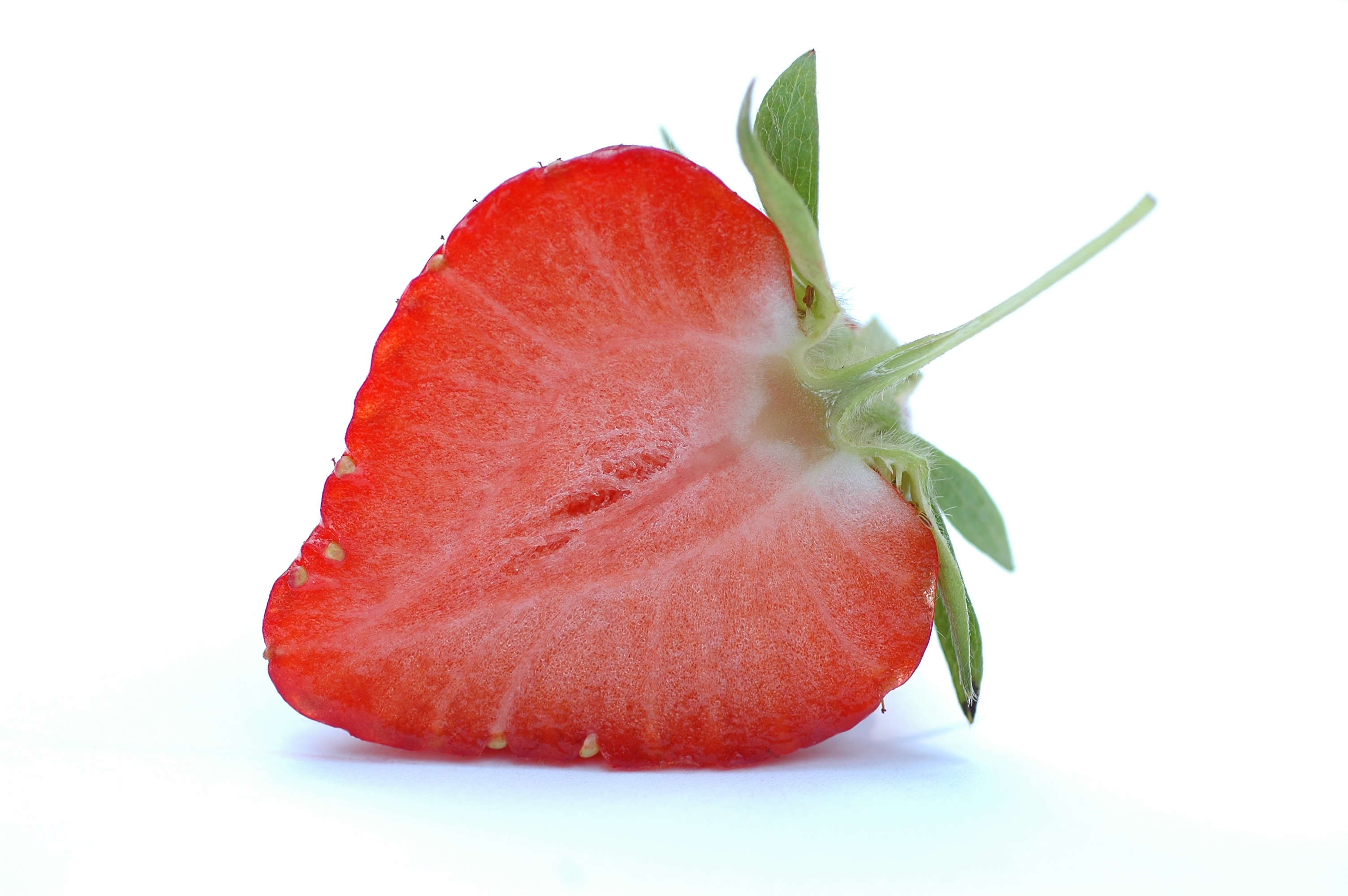
Fragola sezionata

La fragola è il falso frutto delle piante del genere Fragaria, a cui appartengono molte specie differenti.
Comunemente con questo termine si intende la parte edibile della pianta: anche se le fragole sono considerate dei frutti dal punto di vista nutrizionale, non lo sono dal punto di vista botanico, in quanto i frutti veri e propri sono i cosiddetti acheni, ossia i "semini" gialli che si notano sulla superficie della fragola. La fragola è un falso frutto o frutto aggregato perché deriva da un fiore che aveva più pistilli, ognuno dei quali, dopo la fecondazione, ha formato un achenio. La parte rossa non è altro che il ricettacolo ingrossato.
La pianta, al di fuori del sistema riproduttivo, ha sistemi di moltiplicazione non sessuale, come lo stolone, ramificazione laterale radicante per mezzo della quale può produrre nuove piantine che sono di fatto cloni dello stesso individuo vegetale. Le fragole oggi comunemente coltivate sono ibridi derivanti dall'incrocio tra varietà europee e varietà americane.

## Storia
La prima fragola da giardino fu coltivata in Bretagna, in Francia, alla fine del XVIII secolo. Il frutto della fragola veniva menzionato nella letteratura dell'antica Roma in riferimento al suo uso medicinale. I francesi iniziarono a portare la fragola dalla foresta ai loro giardini per la raccolta nel XIV secolo. All'inizio del XV secolo i monaci dell'Europa occidentale usavano la fragola selvatica nei loro manoscritti miniati.
La fragola si trova nell'arte italiana, fiamminga e tedesca e nelle miniature inglesi. L'intera pianta di fragola era usata per curare malattie depressive. Nel XVI secolo i riferimenti alla coltivazione della fragola divennero più comuni. La fragola da giardino veniva trapiantata prima nelle foreste e poi venivano propagate asessualmente tagliando gli stoloni.
L'introduzione della F. virginiana è conosciuta nel Nord America orientale fino all'Europa nel XVII secolo è una parte importante della storia perché è una delle due specie che hanno dato origine alla fragola moderna. 
Un'escursione francese si recò in Cile nel 1712, dove portò l'introduzione di una pianta di fragola con fiori femminili che diede origine alla fragola comune. Gli indiani Mapuche e Huilliche del Cile coltivarono la specie femminile di fragola fino al 1551, quando gli spagnoli arrivarono alla conquista del territorio.
I giardinieri francesi di Brest e Cherbourg intorno alla metà del XVIII secolo notarono per la prima volta che la F. moschata e la F. virginiana venivano piantate insieme alla F. chiloensis, la fragola cilena che produceva frutti abbondanti e insolitamente grandi. 
Poco dopo, Antoine Nicolas Duchesne iniziò a studiare la selezione delle fragole e fece diverse scoperte cruciali per la scienza della selezione delle piante, come la riproduzione della fragola che pubblicò nel 1766.

## Produzione
Nel 2021, la produzione mondiale di fragole è stata di 9,2 milioni di tonnellate, guidata dalla Cina con il 37% del totale e da Stati Uniti e Turchia come altri produttori significativi (tabella).
A causa della natura relativamente fragile delle fragole, nel 2020 circa il 35% del raccolto statunitense da 2,2 miliardi di dollari è andato a male. Ciò ha portato un’azienda dell’Idaho a pianificare il lancio di fragole geneticamente modificate nel prossimo futuro, nel tentativo di renderle più durevoli. Negli Stati Uniti oggi i coltivatori costano circa 35.000 dollari per acro per piantare e 35.000 dollari per acro per raccogliere le fragole, e bacche più durevoli potrebbero ridurre il tasso di deterioramento.
| I maggiori produttori di fragola nel 2018 | I maggiori produttori di fragola nel 2018 |
| Nazione                                   | Produzione (milioni di tonnellate)        |
| ----------------------------------------- | ----------------------------------------- |
| Cina                                      | 3.38 (36.82%)                             |
| Stati Uniti                               | 1.21 (13.18%)                             |
| Turchia                                   | 0.67 (7.3%)                               |
| Messico                                   | 0.54 (5.88%)                              |
| Egitto                                    | 0.47 (5.12%)                              |
| Spagna                                    | 0.36 (3.92%)                              |
| Totale mondiale                           | 9.18                                      |

## Proprietà
Dotate di un buon contenuto calorico a causa dell'elevato tenore zuccherino, le fragole rappresentano una eccellente fonte di vitamina C e di flavonoidi.
Della famiglia dei flavonoidi fanno parte gli antociani, i quali sembrerebbero essere responsabili delle potenziali caratteristiche anti-infiammatorie delle fragole.
| Fragola                    | Fragola                            | Fragola                           | Fragola                     |
| -------------------------- | ---------------------------------- | --------------------------------- | --------------------------- |
| acqua : 90.95 g            | ceneri totali: 0,62 g              | fibre alimentari : 2 g            | valore energetico : 33 kcal |
| glucidi: 7,68 g            | zuccheri semplici: 4,89 g          | proteine: 0,67 g                  | lipidi: 0,3 g               |
| oligoelementi              |                                    |                                   |                             |
| potassio : 154 mg          | fosforo : 24 mg                    | magnesio : 13 mg                  | calcio : 16 mg              |
| ferro : 0,41 mg            | rame : 0,07 mg                     | zinco : 0,14 mg                   | sodio : 1 mg                |
| Manganese : 0,42 mg        | Selenio : 1,01 mg                  |                                   |                             |
| vitamine                   |                                    |                                   |                             |
| vitamina C : 58.8 mg       | vitamina B1 : 0,024 mg             | vitamina B2 : 0,022 mg            | vitamina B3 : 0,386 mg      |
| vitamina B5 : 0,125 mg     | vitamina B6 : 0,047 mg             | vitamina B9 : 24 mg               | Folati : 5,7 mg             |
| vitamina E : 0,29 mg       | vitamina K : 2,2 µg                |                                   |                             |
| acidi grassi               |                                    |                                   |                             |
| acidi grassi saturi : 0 mg | Acidi grassi monoinsaturi : 0,2 mg | acidi grassi polinsaturi : 0,2 mg | colesterolo : 0 mg          |

## Usi
Oltre ad essere consumate fresche, le fragole possono essere congelate o trasformate in marmellate o conserve, nonché essiccate e utilizzate in cibi preparati, come le barrette di cereali. Le fragole e la panna sono anche uno spuntino base in Messico, solitamente disponibile nelle gelaterie. In Svezia, le fragole sono un dolce tradizionale servito la vigilia di mezza estate. In Grecia, le fragole possono essere cosparse di zucchero e poi immerse nel Metaxa, un brandy, e servite come dessert. In Italia, le fragole vengono utilizzate per vari dessert e come aroma comune per il gelato.

## Varietà

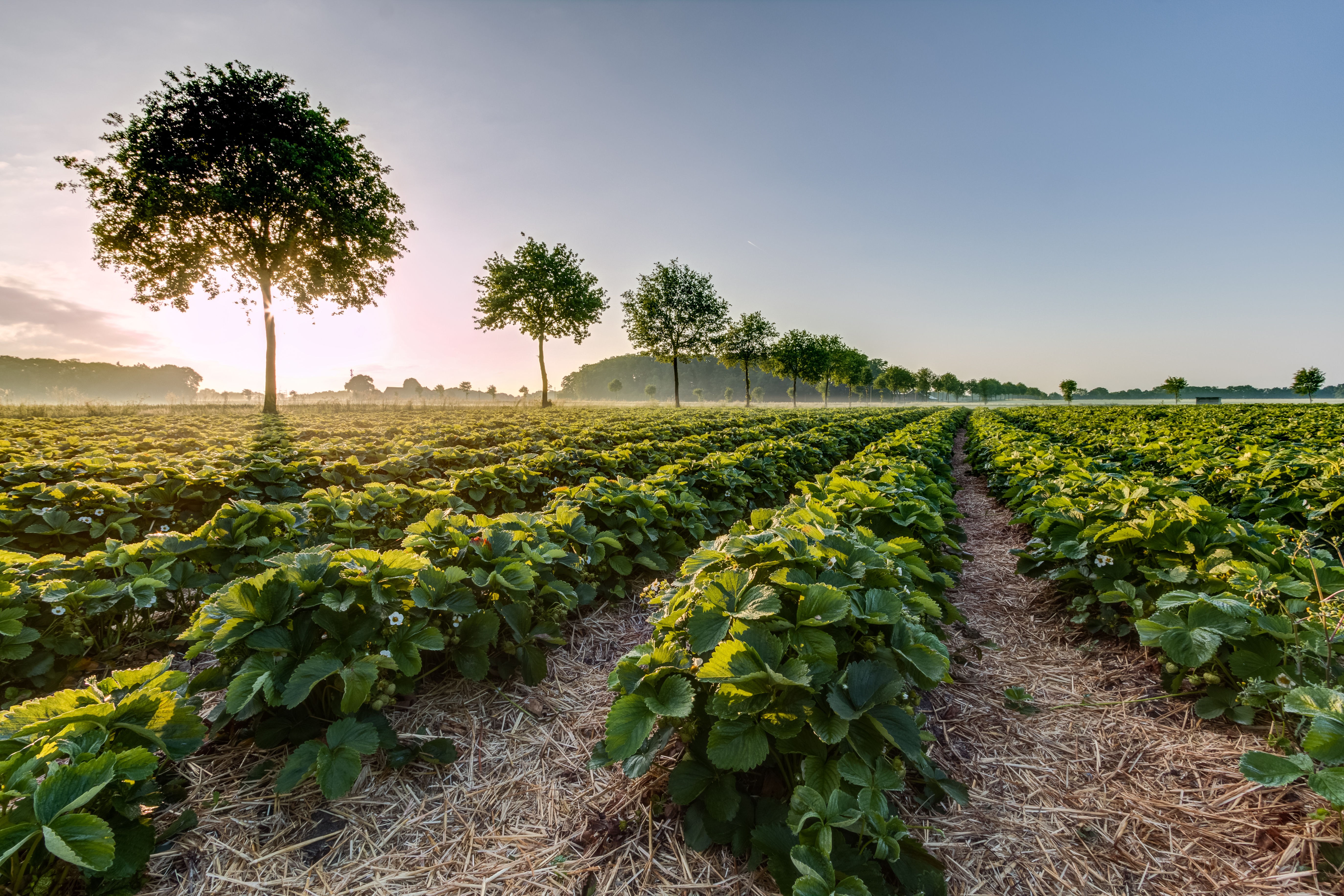
Campo di fragole nel villaggio di Dernekamp a Dülmen, in Germania

Oltre alle fragole selvatiche esistono numerosissime varietà di fragole coltivate, a cui ogni anno se ne aggiungono di nuove, alcuni esempi:
- "Alba", forma conica allungata, lucida, ottima produzione, maturazione precoce.
- "Arosa", fragola rustica, forma rotondeggiante, resistente al tatto, media produzione.
- "Belrubi", di forma allungata, di grosse dimensioni e con un gran contenuto di zuccheri.
- "Candonga", il risultato di 7 incroci tra diverse varietà, nasce nel Metapontino, Basilicata. Ad identificarla sono la sua forma elegante, il rosso vivo che la caratterizza e la sua polpa carnosa. Questo prodotto è stato presentato tra l’8 e il 10 febbraio 2017 a Fruit Logistica.
- "Carezza", a forma conica regolare, di grandi dimensioni.
- "Darselect", colore rosso intenso, di grandi dimensioni, dal sapore molto dolce e un aroma da vera fragola.
- "Gorella", a forma di cuore.
- "Inspire", brevettata in California e coltivata maggiormente in Basilicata nella Provincia di Matera. Viene contraddistinta da una maggiore resistenza nel tempo. Se coltivata nel modo giusto, può resistere in buone condizioni fino a 15 giorni dopo la raccolta. Ottima da consumare senza fretta dopo l'acquisto e per abbattere lo spreco di cibo.
- "Nera di San Mauro", coltivata a San Mauro Torinese.
- "Pocahontas", di forma rotonda.
- "Roxana", colore rosso intenso, ottima produzione, maturazione medio tardiva.
- "Sabrosa", varietà nata in Spagna da incroci naturali. È adatta al clima Mediterraneo. Il frutto ha forma conica allungata e di colore rosso brillante. Il calibro è di dimensioni medio-grandi. Ciascuna fragola pesa in media 22-23 g. La polpa è rossa e croccante (durezza media ≥ 350 g/cm²). È una fragola aromatica e molto zuccherina (°Bx ≥ 7,5). Il sapore e l'aroma sono intensi. Dolcezza e acidità sono ben bilanciate. Il periodo della raccolta è da gennaio a giugno.
- "Senga Sengana", ha colore scuro e consistenza morbida. È più piccola e tonda della media.
- "Tortona", disponibile per pochi giorni all'anno (i primi di giugno), ha le dimensioni di un lampone, ha un profumo intenso ed è assai deperibile. È custodita da un presidio Slow Food.